# Gruzińska Droga Wojenna

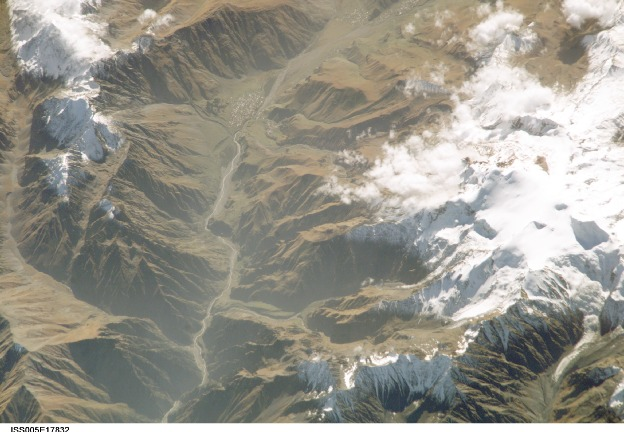
Zdjęcie satelitarne na wysokości Stepancmindy

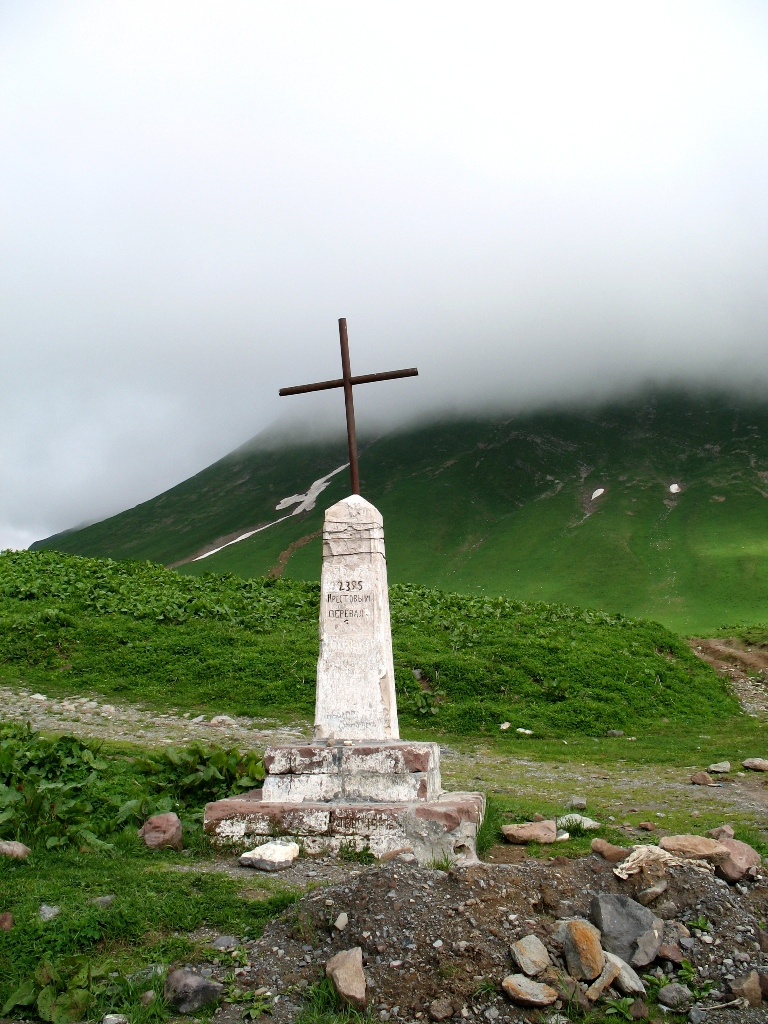
Na Przełęczy Krzyżowej

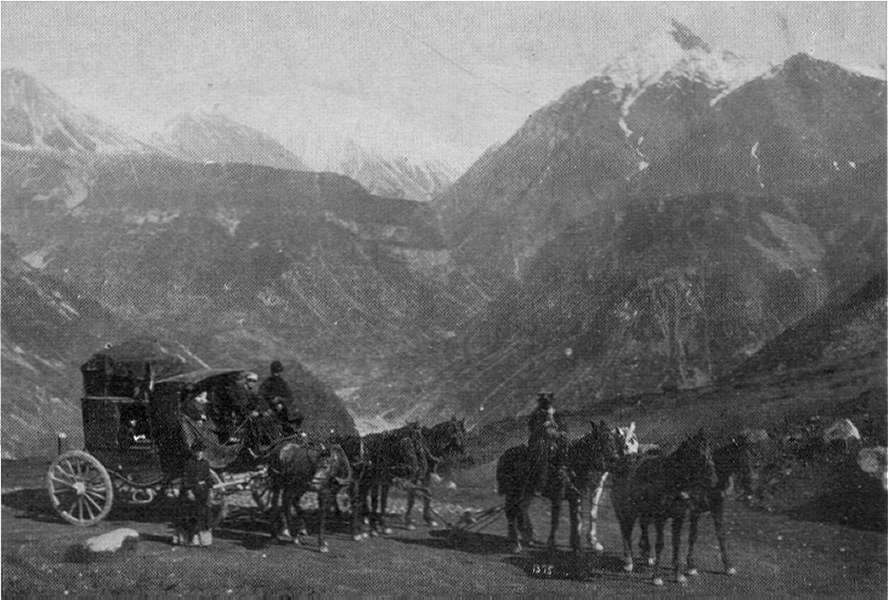
Droga w roku 1911

Gruzińska Droga Wojenna (gruz. საქართველოს სამხედრო გზა, Sakartwelos Samchedro Gza; ros. Военно-Грузинская дорога, Wojenno-Gruzinskaja doroga) – główny szlak przechodzący w poprzek Wielkiego Kaukazu. Biegnie z Tbilisi (w Gruzji) do Władykaukazu (w Osetii Północnej) łącząc regiony Południowego i Północnego Kaukazu. Gruzińska Droga Wojenna ma długość 208 km, a w najwyższym punkcie, tj. na Przełęczy Krzyżowej wznosi się na wysokość 2379 m n.p.m.

## Historia
Szlak dobrze znany był już w starożytności. Wspominał o nim na początku I w n.e. grecki geograf Strabon w XI księdze swej Geographica hypomnemata, a nieco później w tym samym wieku pisał o tej drodze Pliniusz Starszy. Od początku wykorzystywały ją armie (np. rzymskie, perskie, mongolskie), kupcy, a nawet całe ludy wędrujące między Azją i Europą. W czasach gruzińskiej monarchii szlak ten był mocno ufortyfikowany i najczęściej podległy bezpośrednio królom.
Pierwsze znane w czasach nowożytnych duże wykorzystanie „Drogi Darialskiej” (od nazwy Wąwozu Darialskiego) w celach militarnych miało miejsce w czasie wojny rosyjsko-tureckiej z lat 1768-1774, kiedy saksoński awanturnik w służbie rosyjskiej, generał Gottlob von Tottleben przeprawił się nią w 1769 r. ze swą armią, mając za zadanie zaatakować Ottomanów od strony ich prowincji azjatyckich.
Po podpisaniu w 1783 r. traktatu gieorgijewskiego o protektoracie Rosji nad Kartli-Kachetią ruch na drodze wyraźnie się zwiększył – potrzebne było utrzymanie stałej komunikacji z nowymi terenami. Stałą komunikację tą drogą otwarto w 1799 r. Ruch był początkowo bardzo utrudniony – oddział wojsk rosyjskich, wysłany w tym roku pod dowództwem generała Łazariewa do Kartli-Kachetii, przybył na miejsce dopiero po 36 dniach. Po pełnej inkorporacji Kartli-Kachetii do państwa rosyjskiego (1801) rozpoczęto budowę nowej, ulepszonej Gruzińskiej Drogi Wojennej. Prace nadzorowali początkowo inżynierowie Korpusu Kaspijskiego. Po 1811 r., gdy droga przeszła pod nadzór zarządu dróg, wykonano olbrzymią ilość prac poprawiających jej parametry – poszerzono ją, zniwelowano najbardziej strome podjazdy, zabezpieczono osuwające się skarpy, zbudowano mury oporowe, wzniesiono nowe mosty itd. Prace zostały ukończone w 1814 roku. Uruchomiono wówczas regularny ruch dyliżansów, od 1827 r. oferowano pocztę ekspresową.
Droga była przejezdna cały rok i kursowała po niej tzw. ekstrapoczta łącząca Petersburg z Tbilisi. W 1834 roku uruchomiono również komunikację pocztową pomiędzy fortem we Władykaukazie a Tbilisi. Na trasie powstało 11 stacji pocztowych, w których można było wymienić konie i zanocować: (licząc od Władykaukazu): Bałta, Łarsi, Kazbegi, Kobi, Gudauri, Mleti, Pasanauri, Ananuri, Duszeti, Tsilkani, Mccheta, a następnie Tyflis. Kryte bryki pocztowe zabierały oprócz poczty 20 pasażerów i robiły ponad sto kilometrów dziennie.
W 1837 r. podjęto próbę ominięcia Przełęczy Krzyżowej, kierując drogę przez wąwozy Gudamakar i Gudushaur oraz Przełęcz Kwienatską, ale dziesięć lat później, w 1847 r., po dogłębnej analizie, zdecydowano o utrzymaniu ruchu na pierwotnej trasie.
Na początku drugiej połowy XIX wieku rozpoczęto przebudowę, a wykonanie projektu i nadzór nad pracami powierzono Polakowi Bolesławowi Statkowskiemu. Prace prowadzono w bardzo trudnych warunkach, ale w 1861 roku droga została otwarta. Od tego momentu szlak zaczęto nazywać Gruzińską Drogą Wojenną. Była wówczas jedną z najlepiej utrzymanych dróg w całej Rosji, wyposażoną m.in. w żelazne mosty. Pozwoliło to m.in. na szybki przerzut dużych oddziałów w czasie wojny z północnokaukaskimi góralami w Czeczenii i Dagestanie.
W początkach XX w. Rosjanie planowali wybudowanie linii kolejowej, biegnącej równolegle do drogi. Pierwszymi studiami w tym zakresie kierował Fin polskiego pochodzenia, Ferdynand Rydzewski (1833-1910; w latach 1886-1890 budowniczy najdłuższego w Gruzji, czterokilometrowego kolejowego tunelu pod Przełęczą Suramską, a od 1892 r. dyrektor Kolei Warszawsko-Wiedeńskiej). W dalszych pracach nad tym projektem brał udział kolejny Polak, młody inżynier Edmund Chwaściński (1863-1940). Linia z Władykaukazu do Tyflisu, o długości 202 km, miała mieć trakcję elektryczną (rodzaj międzymiastowej linii tramwajowej), a zasilana miała być energią pozyskaną z kilku elektrowni wodnych, jakie planowano wznieść na Tereku, Aragwi lub na ich dopływach. W związku z wybuchem I wojny światowej i zmianami ustrojowymi, jakie po niej nastąpiły, projekt ten został zarzucony.

## Drogą podróżowali
Oprócz dziesiątek oddziałów wojskowych, setek kupców i tysięcy bezimiennych podróżnych przez lata drogą tą przejechało szereg wybitnych postaci ze świata polityki, sztuki, literatury i in. Byli wśród nich m.in. Aleksandr Gribojedow, Aleksander Puszkin, Michaił Lermontow czy Lew Tołstoj (1851, podczas służby wojskowej na Kaukazie), a w późniejszych czasach car Mikołaj II, osetyński poeta Kosta Chetagurow, Anton Czechow, Władimir Majakowski, a nawet Nikita Chruszczow (1934). W grudniu 1858 r. trasą tą, wówczas jeszcze w przebudowie, podróżował słynny pisarz Alexandre Dumas, który jednak utknął w śniegach na Przełęczy Krzyżowej i musiał stamtąd zawrócić do Tbilisi. W swych wspomnieniach z podróży po Kaukazie i Gruzji zauważył później żartobliwie, że gdyby zebrać wszystkie pieniądze wydatkowane na budowę tej drogi, można by ją było całą wybrukować złotymi rublami.
W czerwcu 1868 r. drogą, wówczas już gruntownie przebudowaną, podróżowali z Tbilisi do Stepancmindy doświadczeni już wówczas angielscy alpiniści D. W. Freshfield, A. W. Moore i C. C. Tucker wraz z francuskim przewodnikiem z Chamonix, F. Devouassoud, którzy swą wyprawę zakończyli 1 lipca pierwszym udokumentowanym wejściem na Kazbek.

## Turystyka
Wzdłuż Gruzińskiej Drogi Wojennej zachowało się wiele zabytkowych świątyń i budowli obronnych, które w połączeniu z malowniczym krajobrazem stanowią wielką atrakcję turystyczną. Do największych atrakcji leżących wzdłuż tej trasy należą (z południa na północ):
- twierdza Ananuri,
- ośrodek narciarstwa w Gudauri,
- Przełęcz Krzyżowa,
- kościół Cminda Sameba – Gergeti (Świętej Trójcy),
- góra Kazbek,
- Wąwóz Darialski.